# Soues, Somme
Soues là một xã ở tỉnh Somme, vùng Hauts-de-France, Pháp.

## Địa lý
Thị trấn này có cự ly khoảng 9 dặm Anh về phía tây bắc của Amiens, tại giao lộ của tuyến đường D936 và đường D69.

## Dân số
| 1962                                                  | 1968 | 1975 | 1982 | 1990 | 1999 |
| ----------------------------------------------------- | ---- | ---- | ---- | ---- | ---- |
| 86                                                    | 97   | 116  | 149  | 136  | 127  |
| Số liệu dân số từ năm 1962, dân số không tính hai lần |      |      |      |      |      |